# General Sanjurjo (GS)
El General Sanjurjo (GS), conocido anteriormente como Torricelli, fue un submarino perteneciente a la clase General Mola. Estos submarinos oceánicos pertenecían a la clase Archimede de la Regia Marina, cedidos al bando sublevado en 1937 durante la guerra civil española. Con destino en la base naval de Sóller.

## Historial

### En laRegia Marina
El Torricelli fue puesto en grada 1931 y botado en 1933, siendo alistado en la Regia Marina en 1934.
El 17 de noviembre de 1936, el submarino Torricelli fue cedido por cuatro meses a la Marina Nacional, incluida la dotación, aunque llevaba algún oficial español a bordo. Zarpó del puerto de la isla La Maddalena con rumbo a aguas de Cartagena, con la misión de atacar a todos los buques tanto republicanos como neutrales que llevasen suministros a puertos de la República.
El 22 de noviembre de 1936 y al mando del capitán de corbeta Giuseppe Marcello Zarpellon, torpedeó al crucero Miguel de Cervantes cerca de Cartagena, que a pesar de resultar con importantes daños, pudo arribar por sus propios medios a Cartagena para su reparación.
En febrero de 1937 bombardeó el puerto y los depósitos de CAMPSA de Barcelona.

### En el bando sublevado
El 20 de abril de 1937 fue transferido definitivamente a la Armada franquista, identificándose como C-3 por orden expresa de Franco, para que pudiera creerse que se trataba del submarino perdido por los republicanos, frente a las costas de Málaga, y que había sido reflotado y puesto de nuevo en servicio por los sublevados.
La entrega se hizo junto a la isla de Cabrera a donde llega con una tripulación italiana reducida, en la que figuraban algunos oficiales españoles que habían sido enviados a Italia para familiarizarse con su manejo. La dotación española llegó a bordo de los cruceros auxiliares Mallorca y Jaime I procedentes de Cádiz, donde unas semanas antes se pidieron voluntarios en todos los barcos de la Armada sublevada, dándoles una corta instrucción y nombrando comandante al capitán de corbeta Pablo Suances Jaúdenes.
Relevados los marinos italianos, excepto once que quedaron a bordo para instruir a la dotación, entró en el puerto de Pollensa, donde realizó maniobras y prácticas durante un período de dos semanas. En el mes de agosto se le puso el nombre de General Sanjurjo.
La primera salida con bandera española la efectuó el 13 de mayo de 1937, cuando junto con el General Mola zarpó hacia el canal de Sicilia, donde realizaron misiones de exploración en el canal de Spartivento. A su regreso, lograron hundir al transporte Ciudad de Barcelona, motonave de la compañía Trasmediterránea de 3946 toneladas, junto al cabo de Tordera, cerca de Malgrat, que transportaba voluntarios de las Brigadas Internacionales. Poco después echaron a pique al motovelero Granada, regresando a su base de Sóller.
La segunda patrulla comenzó el 29 de junio, dirigiéndose a la costa catalana, donde sorprendieron al petrolero Campero, al que averiaron con fuego de artillería, no logrando hundirlo ante la aparición la aviación republicana.
El 26 de julio hundieron cerca de Alicante al mercante Cabo de Palos de la compañía Ibarra, de 6342 toneladas.
El 21 de agosto iniciaron su tercer viaje, con la orden de localizar a un hidroavión que había caído al mar, sin poder encontrarlo, pero el submarino General Mola recuperó uno de sus flotadores. El 30 de agosto atacó con fuego de artillería al transporte Ciutat de Reus, a unas 20 millas de Sète, pero el barco logró huir y refugiarse en aguas francesas. Los ataques normalmente se realizaban con fuego de artillería ante la escasez de torpedos.
En septiembre realizaron una nueva patrulla y a mediados de octubre se trasladaron a Tarento para limpiar fondos y pintar, saliendo del puerto el 25 de noviembre.

### Tras la Guerra Civil
Una vez acabada la guerra se le suprimió la pieza de artillería de popa.
El 7 de febrero de 1943 navegaba en servicio de salvamento cuando fue atacado por el submarino británico Torbay a 55 millas al este de Cartagena al ser confundido con un submarino italiano. La Armada ordenó pintar de blanco la obra muerta de sus submarinos a raíz de este incidente, facilitando así su identificación como neutrales.
Realizó su último viaje a Alicante el 27 de abril de 1959, siendo dado de baja en la Armada Española el 14 de julio de 1959.

## Comandantes del submarino
| Empleo             | Nombre                                | Desde      | hasta      |
| ------------------ | ------------------------------------- | ---------- | ---------- |
| Capitán de Corbeta | Giuseppe Zarpellon                    | 10-12-1934 | 18-4-1937  |
| Capitán de Corbeta | Pablo Suances Jaudenes                | 19-4-1937  | 12-4-1938  |
| Capitán de Corbeta | Francisco Núñez Rodríguez             | 14-10-1938 | 2-7-1940   |
| Capitán de Corbeta | Emilio Rodríguez Lizón                | 2-7-1940   | 21-7-1942  |
| Capitán de Corbeta | José Luis Pérez Cela                  | 21-7-1942  | 31-10-1944 |
| Capitán de Corbeta | Francisco Núñez de Olañeta            | 31-10-1944 | 30-4-1947  |
| Capitán de Corbeta | Francisco Javier de Elizalde y Laínez | 30-4-1947  | 4-2-1949   |
| Capitán de Corbeta | Jaime Gómez-Pablos Duarte             | 30-9-1951  | 04-5-1955  |
| Capitán de Corbeta | Antonio Senac Calderón                | 04-5-1955  | 14-7-1959  |

### Píes de página
1. ↑  (Alpert, 1987, pp. 183-185)